# The Century
La trilogia The Century de Ken Follet és una série de tres novel·les sobre alguns dels moments més significatius del segle xx.
En el seu primer llibre, La caiguda dels gegants, tracta dels avatars de cinc famílies en els temps de la Primera Guerra Mundial.
El segon llibre de la trilogia, L'hivern del món, continua amb la saga familiar que va introduir en el primer llibre, narrant els esdeveniments que van entre la pujada al poder del partit Nazi a Europa, preludi de la Segona Guerra Mundial fins als temps més durs de la Guerra Freda.
El tercer llibre, El llindar de l'eternitat, té els mateixos protagonistes i s'estén entre la Guerra Freda i finals del segle xx.